# P-Square
P-Square je duo složené ze dvou nigerijských R&B zpěváků, kteří se jmenují Peter a Paul Okoye. Jsou bratři a identická dvojčata narozená 18. listopadu 1981 v nigerijském Lagosu. Jejich hudba je mixem původní africké hudby a výplodu moderní západní popové scény. Svoji kariéru započali v původním kvartetu "MMMPP". Vycházeli z tvorby amerických umělců, především popové hvězdy Michaela Jacksona, díky němuž sestavili breakdance skupinu "Smooth Criminals". Po odchodu ostatních členů vystřídalo duo Petera a Paula mnoho názvů, než se usneslo na označení "P-Square".

## Diskografie
Alba
- 2003: Last Nite
- 2005: Get Squared
- 2007: Game Over
- 2009: Danger
- 2011: The Invasion